# Gare d'Ueno
Pour les articles homonymes, voir Ueno (homonymie).
La gare d'Ueno (上野駅, Ueno-eki) est une gare ferroviaire de la ville de Tokyo au Japon. Elle est située dans le district d'Ueno à proximité du parc d'Ueno. Inaugurée le 28 juillet 1883, c'est une gare d’échange majeure de la East Japan Railway Company (JR East). Elle est également desservie par le métro de Tokyo.
Le batiment de 1932 a servi de modèle pour les gares d'Otaru de 1934 et de Dalian (1937).

## Situation ferroviaire
La gare d'Ueno est située à 3,6 km au nord de la gare de Tokyo, sur la ligne principale Tōhoku et la ligne Shinkansen Tōhoku.

## Histoire

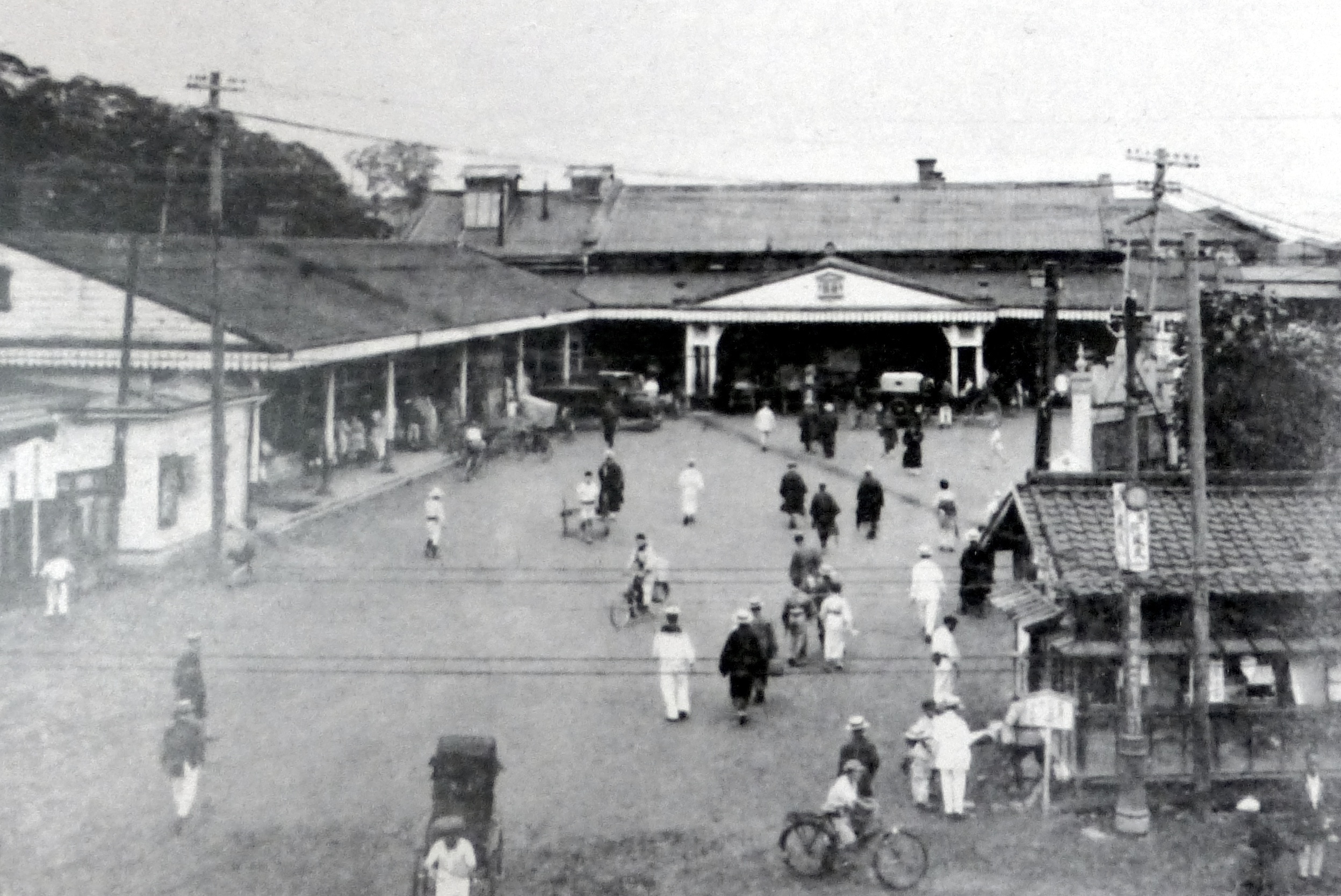
La gare d'Ueno en 1912

La gare d'Ueno a été inaugurée le 28 juillet 1883 comme terminus de la première ligne ferroviaire opérée par une compagnie privée, Nippon Tetsudō (en). En 1906, cette dernière fut nationalisée et la gare fut transférée à la Société gouvernementale des chemins de fer japonais.
La gare fut détruite par le séisme de Kantō de 1923 puis entièrement reconstruite. Le bâtiment principal actuel date de 1932. Lors du creusement des fondations de la nouvelle gare, de nombreux ossements, sabres et lances datant de la Bataille d'Ueno ont été exhumés.
En 1927, la ligne Ginza, première ligne de métro tokyoïte, relie la gare d'Ueno à celle d'Asakusa.
Pendant la Seconde Guerre Mondiale et dans l'immédiat après-guerre, de nombreux orphelins s'abritent dans la gare et notamment les tunnels en sous-sols,. Comme autour d'autres gares de Tokyo, un marché noir s'est installé autour de celle de Ueno et des voies attenantes, qui est l'origine des commerces d'Ameyoko qui existent toujours aujourd'hui.
En 1985, le Shinkansen arrive en gare d'Ueno avec le prolongement de la ligne Shinkansen Tōhoku inaugurée deux ans plus tôt.
Terminus traditionnel des trains longue distance vers le nord du Japon, la gare d'Ueno a vu son rôle diminuer avec le prolongement de la ligne Shinkansen Tōhoku à la gare de Tokyo en 1991 et l'ouverture de ligne Ueno-Tokyo en 2015, ainsi que la fin progressive des trains de nuit.

## Service des voyageurs

### Accueil
Gare gérée conjointement par la East Japan Railway Company (JR East) et le Tokyo Metro, elle dispose d'un bâtiment voyageurs, avec guichets, ouvert tous les jours.

### Desserte

#### Quais de surface
Les voies 10 à 17 sont terminus.
| 1       | JK Ligne Keihin-Tōhoku         | Tabata ・ Akabane ・ Ōmiya                                                           |  |
| 2       | JY Ligne Yamanote              | Nippori ・ Ikebukuro ・ Shinjuku                                                     |  |
| 3       | JY Ligne Yamanote              | Tokyo ・ Shinagawa                                                                   |  |
| 4       | JK Ligne Keihin-Tōhoku         | Tokyo ・ Kawasaki ・ Yokohama ・ Ōfuna                                               |  |
| 5 à 8   | JU Ligne Utsunomiya            | Ōmiya ・ Oyama ・ Utsunomiya ・ Takasaki (par la ligne Takasaki)                     |  |
| 5 à 8   | JJ Ligne Jōban                 | Matsudo ・ Abiko ・ Toride ・ Mito                                                   |  |
| 7 à 9   | JU Ligne Ueno-Tokyo            | Tokyo ・ Shinagawa ・ Yokohama ・ Ōfuna ・ Odawara (par la ligne principale Tōkaidō) |  |
| 10 à 12 | JJ Ligne Jōban                 | Kita-Senju ・ Abiko ・ Toride                                                        |  |
| 13 à 15 | JU Ligne Utsunomiya            | Ōmiya ・ Oyama ・ Utsunomiya ・ Takasaki (par la ligne Takasaki)                     |  |
| 16・17  | ■ Ligne Jōban (trains express) | Mito ・ Hitachi ・ Iwaki                                                             |  |

#### Quais souterrains
Shinkansen
| 19・20 | Ligne Shinkansen Tōhoku   | Sendai ・ Morioka ・ Shin-Aomori ・ Shin-Hakodate-Hokuto |
| 19・20 | Ligne Shinkansen Yamagata | Fukushima ・ Yamagata ・ Shinjō                          |
| 19・20 | Ligne Shinkansen Akita    | Morioka ・ Akita                                         |
| 19・20 | Ligne Shinkansen Jōetsu   | Takasaki ・ Niigata                                      |
| 19・20 | Ligne Shinkansen Hokuriku | Nagano ・ Toyama ・ Kanazawa ・ Tsuruga                  |
| 21・22 | Shinkansen                | Tokyo                                                    |

Métro
| 1 | G Ligne Ginza  | Shibuya                                                            |
| 2 | G Ligne Ginza  | Asakusa                                                            |
| 1 | H Ligne Hibiya | Ginza ・ Roppongi ・ Naka-Meguro                                   |
| 2 | H Ligne Hibiya | Kita-Senju ・ Kuki ・ Minami-Kurihashi (par la ligne Tōbu Skytree) |

### Intermodalité
La gare de Keisei Ueno de la compagnie Keisei se trouve à proximité immédiate de la gare, offrant notamment des services Skyliner vers l'aéroport international de Narita.

## Dans la culture populaire
En tant que gare de départ et d'arrivée des trajets avec le nord du Japon, la gare a servi d'inspiration à de nombreux poèmes et chansons, notamment un tanka de Takuboku Ishikawa commémoré par une plaque située près des quais.
Dans l'après-guerre, la gare était le point d'entrée des groupes de jeunes diplômés montant à la capitale. Cela fait l'objet de la chanson enka Ah, Ueno de Hachiro Iwaza, rappelée par une plaque située à la sortie Shinobazu de la gare.
Elle est connue pour être un lieu accueillant de nombreuses personnes sans domicile fixe. L'écrivaine Miri Yū en a fait le sujet de son livre Sortie parc, gare d'Ueno (JR上野駅公園口), récompensé par le prix National Book Award for Translated Literature (en) en 2019.